# Hôtel Mezzara
L'hôtel Mezzara est un hôtel particulier parisien de style Art nouveau construit par l'architecte Hector Guimard en 1910–1911 pour Paul Mezzara, industriel du textile et créateur de dentelles.

## Situation et accès
Il est situé dans le 16e arrondissement de Paris, au 60, rue Jean de La Fontaine.

## Historique

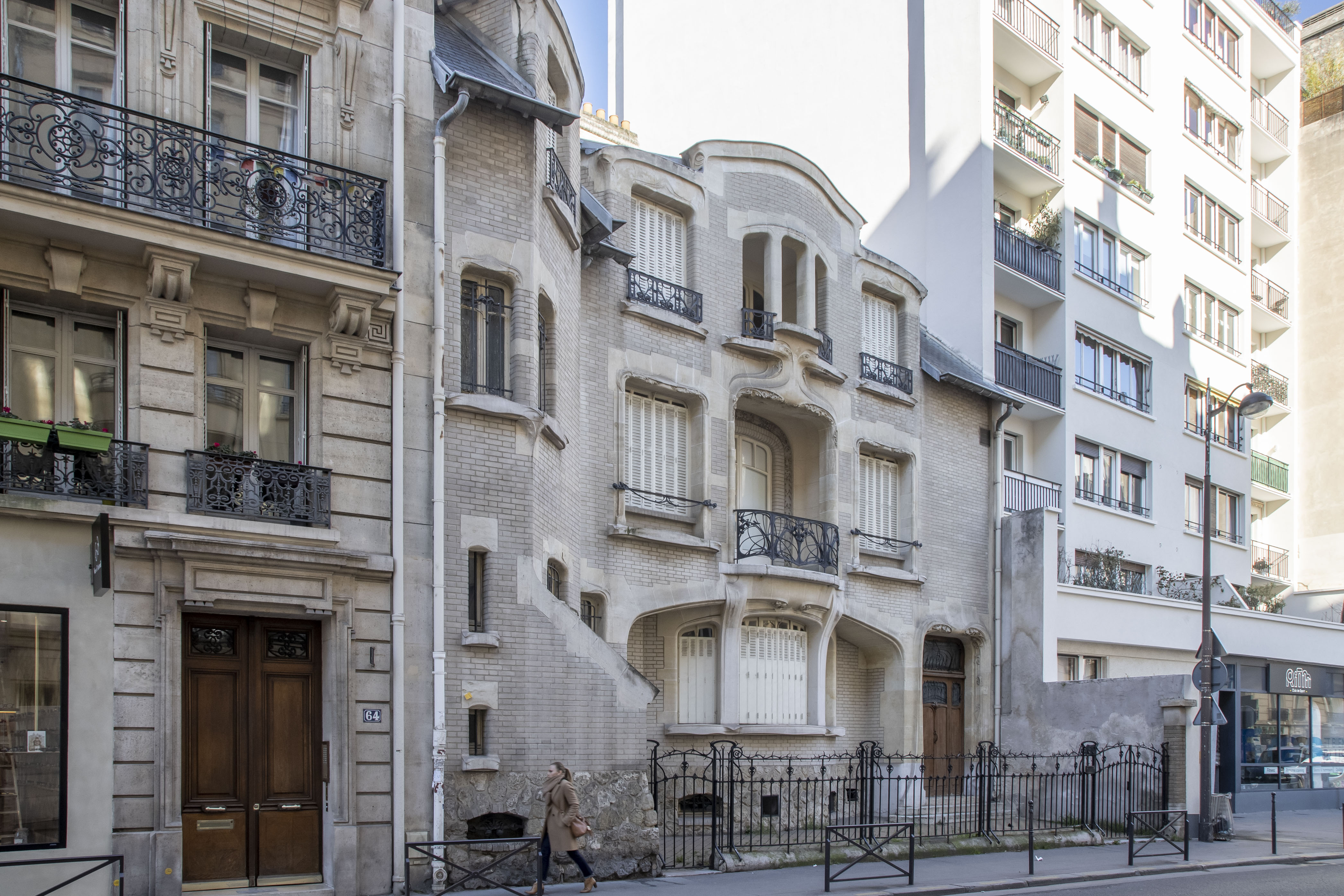
L'hôtel Mezzara en 2022.

D'origine vénitienne, Paul Mezzara était vice-président comme Hector Guimard de la Société des artistes décorateurs, et c'est sans doute par le biais de cette association qu'il fait la connaissance de l'architecte. En prévision de la future exposition d’arts décoratifs modernes, repoussée en 1925 pour cause de Grande Guerre, il confie la construction de son hôtel particulier à Hector Guimard et fait décorer les pièces par de nombreux artistes décorateurs de la Belle Époque (Léon Jallot, Edgar Brandt, Paul Follot).
L'hôtel lui sert de lieu d'exposition et de vente de ses tissus, mais il n'y vit que deux ans seulement.
En 1930, l'hôtel est vendu aux sœurs Lacascade, qui le transforment en un établissement de cours privé, puis le cèdent à l'Éducation nationale en 1956. Il devient alors une annexe du lycée d'État Jean-Zay (anciennement « Foyer des lycéennes ») dont le siège est situé au 10, rue du Docteur-Blanche, également dans le 16e arrondissement.
Inscrit aux monuments historiques par un arrêté du 15 septembre 1994, puis classé le 5 juillet 2016, il est restauré en 2005.
En 2005 et 2006, il est ouvert au public à l'occasion d'expositions et de manifestations organisées par le Cercle Guimard, une association créée en 2003.
Sa façade est rénovée à l'été 2006.
Le film Chéri de Stephen Frears (2009) y est en partie tourné : l'hôtel sert de lieu de résidence au personnage de Léa de Lonval (Michelle Pfeiffer), l'amante de Chéri.
Jusqu'en 2015, le bâtiment sert d'annexe au lycée d'État Jean-Zay et héberge une trentaine de jeunes filles comme internat.
Le 17 septembre 2015, il est jugé par l'administration inutile au service public et l'État décide de le mettre en vente pour sept millions d'euros. 
Du 16 septembre au 9 décembre 2017, il est exceptionnellement ouvert dans le cadre de l'exposition « Hector Guimard, précurseur du design ».
Vide depuis 2015, il est proposé à la location en 2021 par l'État sous la forme d'un bail emphytéotique de 50 ans, à charge pour les futurs locataires d'entretenir les lieux et d'en ouvrir l'accès au public au moins cinq jours par an.
Infructueux en 2021, un appel d'offres pour la conclusion d'un bail emphytéotique administratif de valorisation de 80 ans est reproposé en avril 2023.
Pendant plusieurs années, l'association « Le Cercle Guimard » se mobilise pour transformer ce lieu en musée et centre de recherche sur l'Art nouveau,,.
En 2025, l'État examine de nouvelles candidatures pour reprendre le site. Au mois de juin, la décision d'en faire le musée Guimard est annoncée.

## Description
L'hôtel Mezzara est représentatif de la maturation du style Guimard autour de 1910 : structures architectoniques souples, moulures organicistes raffinées, vitraux tendant vers le style Art déco.
La disposition interne des premier et deuxième niveaux s'articule autour d'un grand hall pourvu d'une verrière zénithale, où Paul Mezzara exposait ses créations. La salle à manger possède encore son mobilier d'origine – buffet, table et chaises – dessiné par Guimard, ainsi qu'une toile marouflée pointilliste, Le Repos de Charlotte Chauchet-Guilleré.

Intérieur de l'hôtel Mezzara
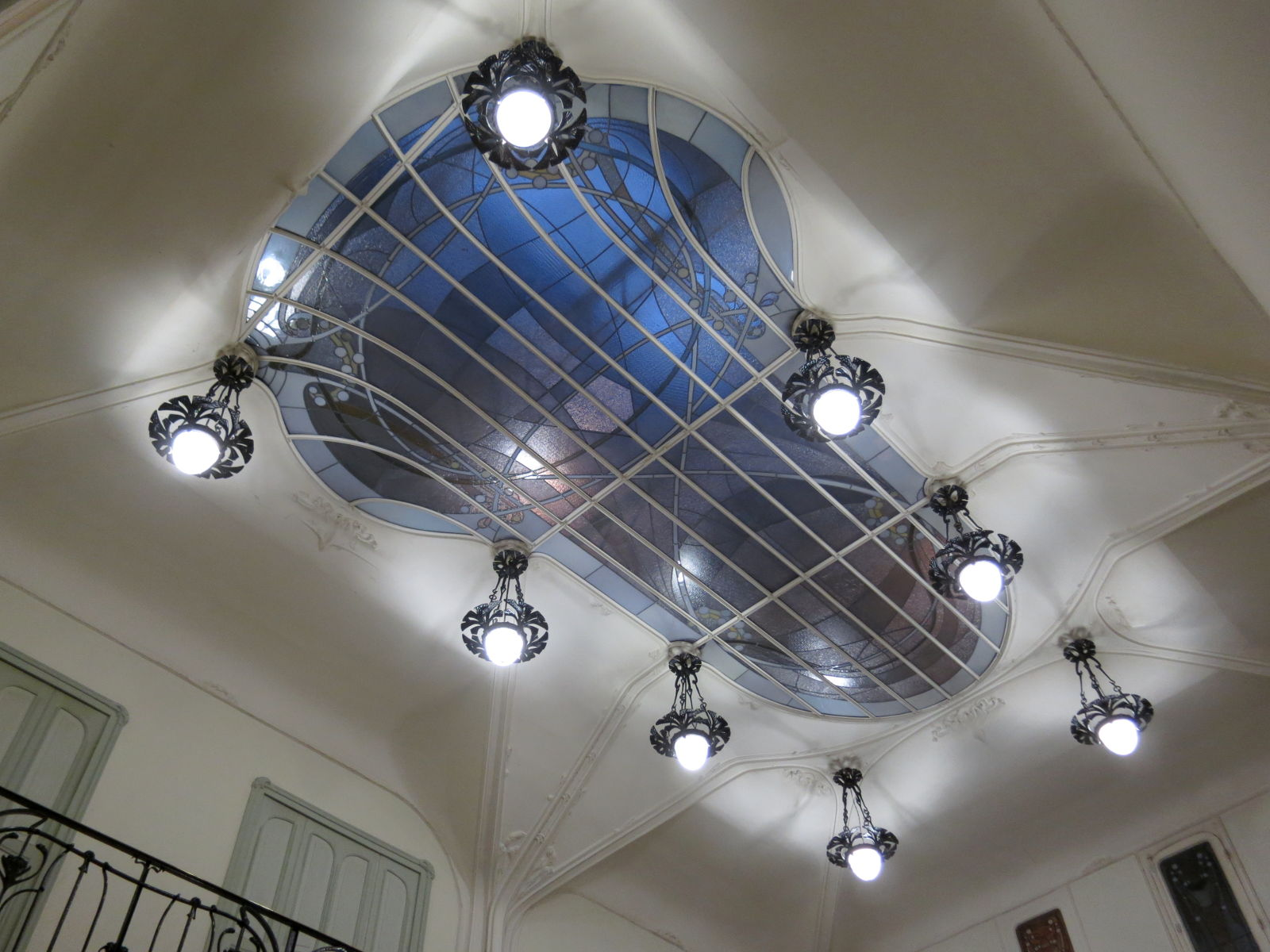
Verrière du vestibule.
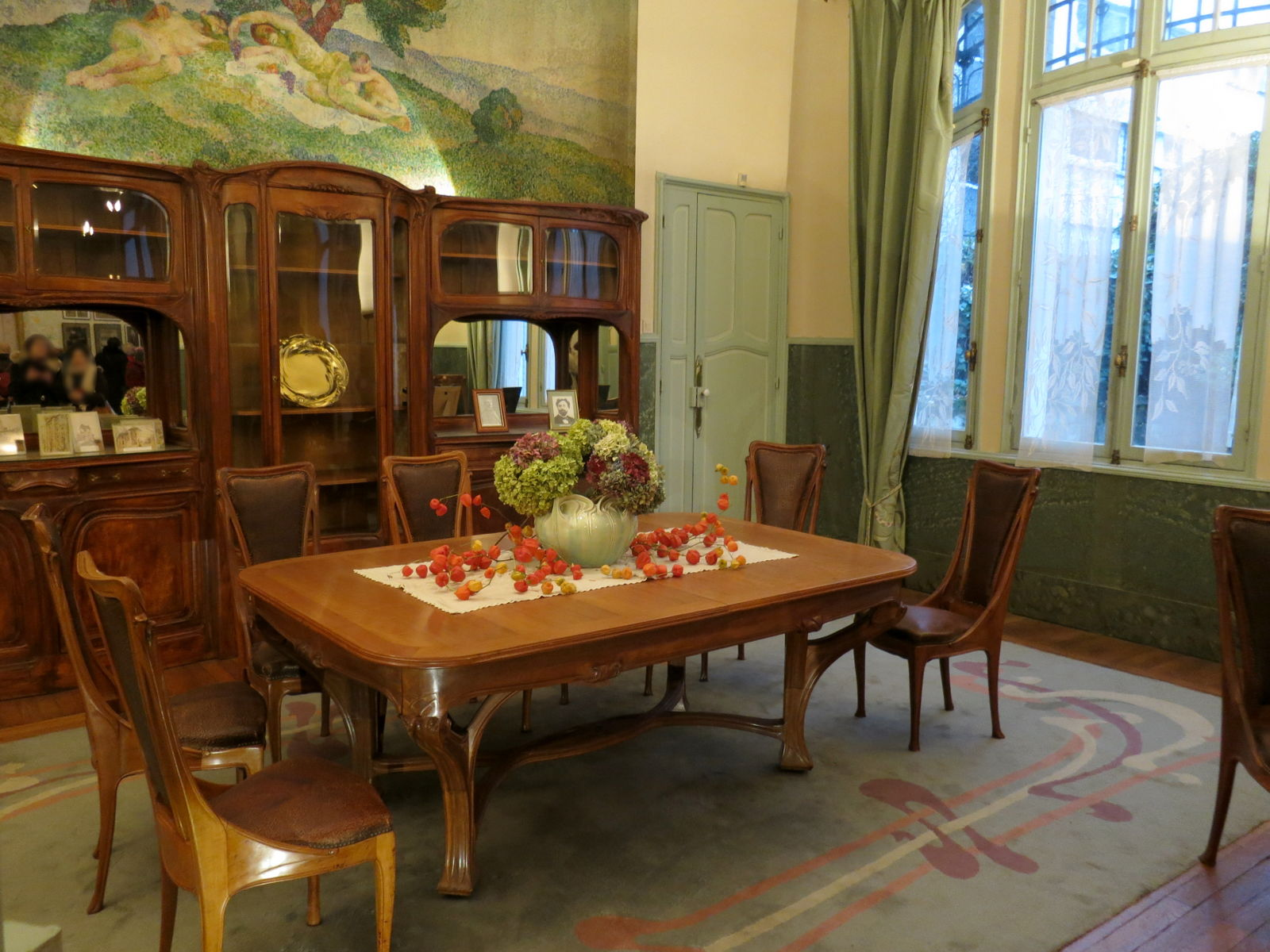
Salle à manger.
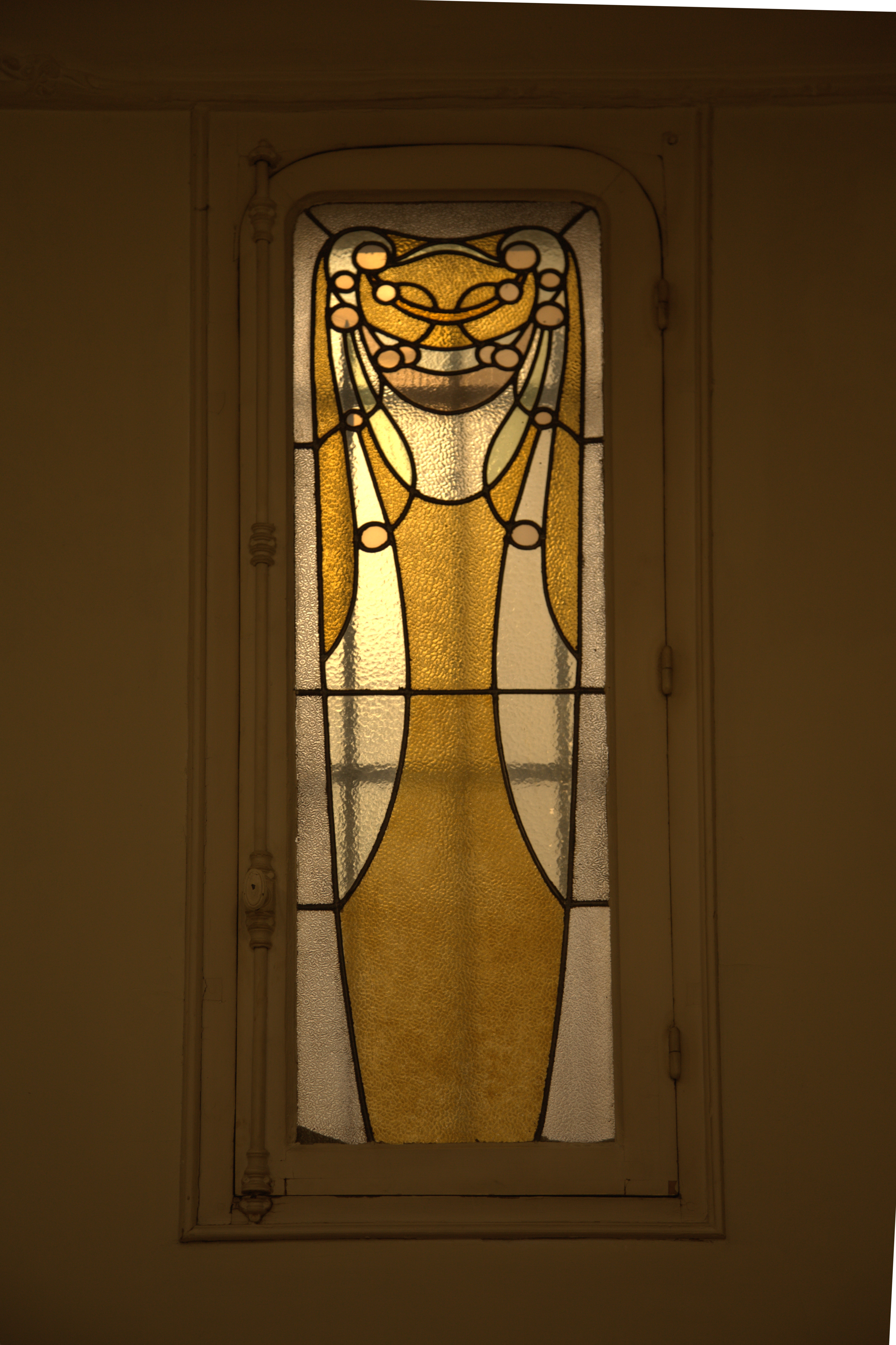
Vitrail dans le vestibule.
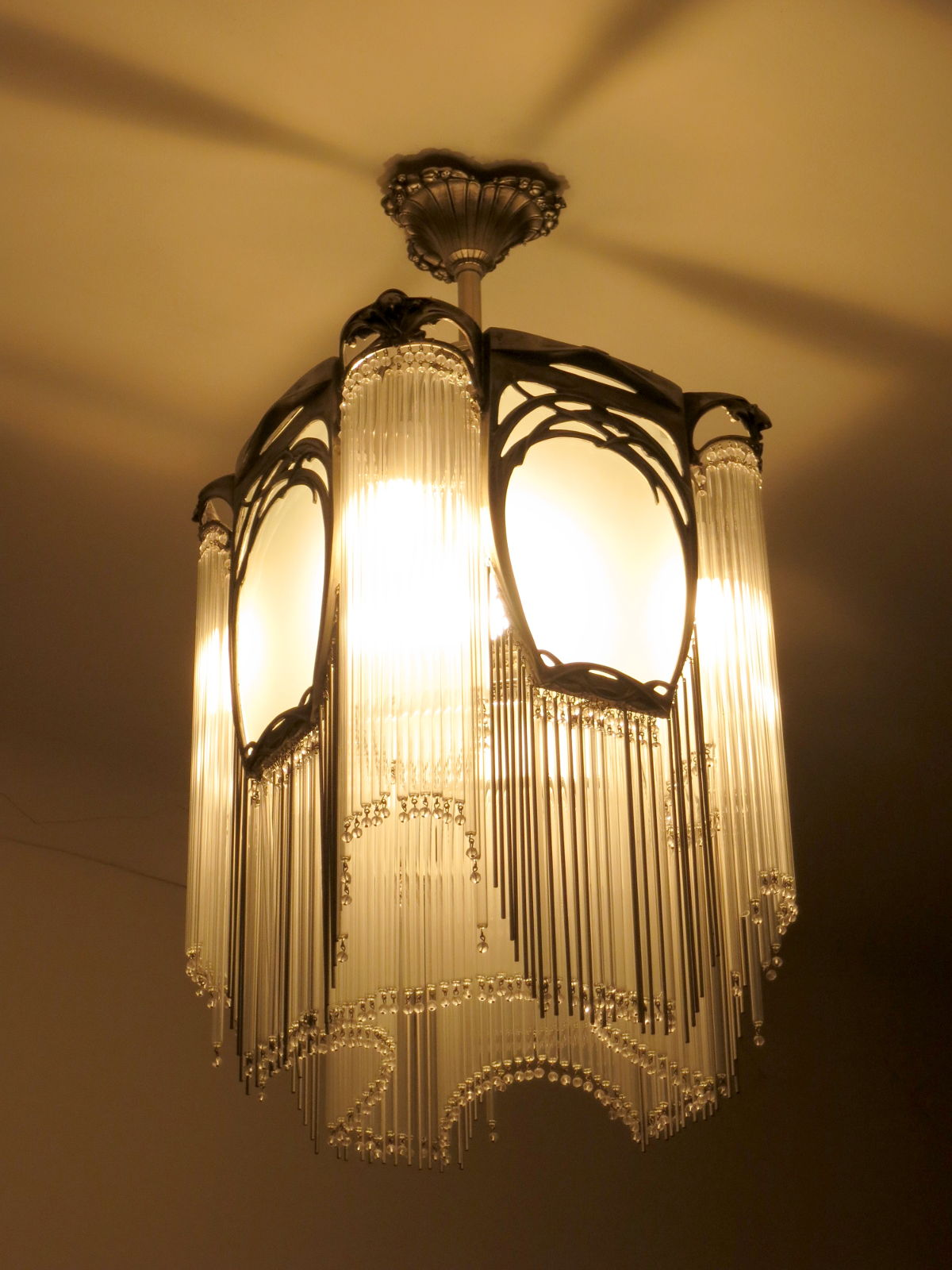
Lustre de l'entrée.